# The Right Honourable

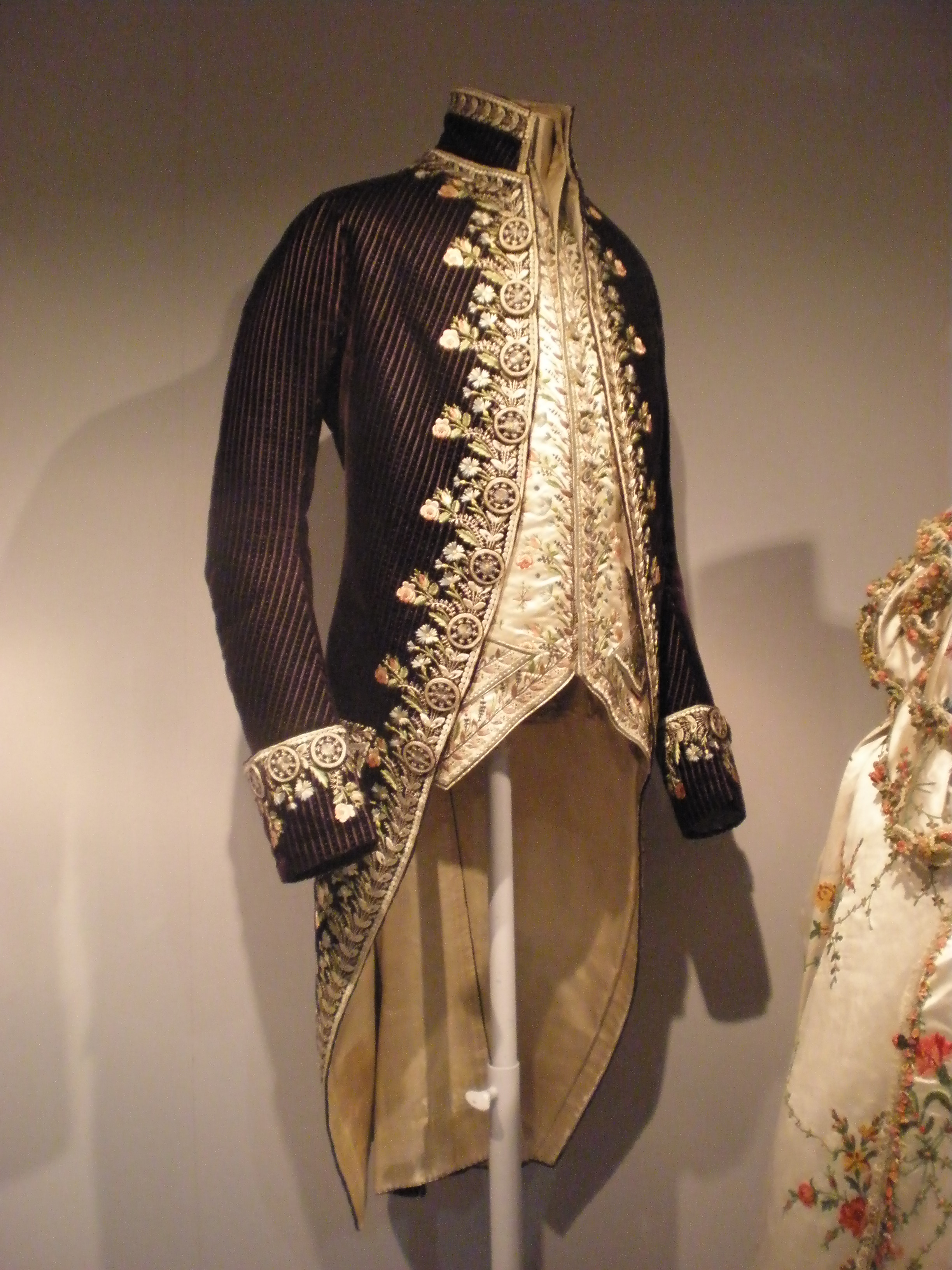
Kronratsmitglieder-Uniform

The Right Honourable (abgekürzt The Rt. Hon. oder Rt Hon.; deutsch der/die sehr Ehrenwerte) ist eine ehrende Anrede („Style“), die traditionellerweise mit bestimmten Ämtern im Vereinigten Königreich, in den Staaten des Commonwealth und anderswo verbunden ist.

## Berechtigung
Folgende Personen sind berechtigt, die Anrede als Namenszusatz zu verwenden oder mit dieser angesprochen zu werden:
- Mitglieder des Privy Council (Kronrat) des Vereinigten Königreichs, früher auch des Kronrats von Nordirland
- Earls, Viscounts und Barone (inklusive Peers auf Lebenszeit) und ihre Ehepartner

Inhaber der höheren Adelstitel Marquess (The Most Honourable, deutsch der/die höchst Ehrwürdige, oder His Lordship) und Duke (The Most Noble oder His Grace) behalten diese höhere Anrede, auch wenn sie Mitglied des Privy Council sind. Um Peers, die Mitglied des Kronrats sind, von denen, die es nicht sind, zu unterscheiden, wird manchmal der Namenszusatz „PC“ an den Titel angehängt.
Diejenigen der oben bezeichneten Personen, die als Barrister qualifiziert sind, werden auch als The Right Hon. and Learned angesprochen, aktive Offiziere als The Right Hon. and Gallant.
Des Weiteren sind manche Personen aufgrund ihrer öffentlichen Eigenschaft berechtigt, den Namenszusatz zu tragen, das heißt der Namenszusatz wird für das Amt, nicht aber für die Person verwendet:
- die Lord Mayors der Städte London, Cardiff, Belfast und York (der Lord Mayor von Bristol führt den Zusatz ohne amtliche Genehmigung) sowie von Sydney, Melbourne, Adelaide, Perth, Brisbane und Hobart
- die Lord Provosts von Edinburgh und Glasgow
- der Generalgouverneur, der Premierminister und der Vorsitzende des Obersten Gerichtshofes in Kanada
- der Generalgouverneur, der Premierminister und der Vorsitzende des Repräsentantenhauses in Neuseeland
- der Generalsekretär des Commonwealth

Alle anderen Lord Mayors führen die Anrede „The Right Worshipful“ (deutsch der/die höchst Verehrungswürdige), andere Lord Provosts führen keine Ehrenbezeichnungen.

## Verwendung
Die Ehrenbezeichnung wird normalerweise nur auf Briefhüllen und anderen schriftlichen Dokumenten verwendet. Beispielsweise wird The Right Hon. Rishi Sunak MP andernfalls einfach als Mr. Sunak bezeichnet.
Im britischen House of Commons bezeichnen sich die Mitglieder gegenseitig als The Honourable Member for [Wahlkreis] oder The Right Honourable Member for [Wahlkreis], abhängig davon, ob sie dem Privy Council angehören. Des Weiteren werden Mitglieder der eigenen Partei mit My (Right) Honourable friend, Mitglieder anderer Parteien mit The (Right) Honourable lady/gentleman angesprochen. Diese Anrede ist jedoch nur innerhalb des Parlaments gebräuchlich.

## Trivia
Die Anrede The Right Honourable führten auch zwei Katzen, die als Chief Mouser to the Cabinet Office in 10 Downing Street zur Mäusejagd gehalten wurden.